# Psilopa nitidula
Psilopa nitidula är en tvåvingeart som först beskrevs av Fallen 1813.  Psilopa nitidula ingår i släktet Psilopa och familjen vattenflugor. Arten är reproducerande i Sverige. Inga underarter finns listade i Catalogue of Life.